# Divinka
Divinka és un poble i municipi d'Eslovàquia que es troba a la regió de Žilina, al centre-nord del país.

## Història
La primera menció escrita de la vila es remunta al 1393.

## Demografia
| Godina             | 1994 | 2004   | 2014    | 2024   |
| ------------------ | ---- | ------ | ------- | ------ |
| Nombre de persones | 793  | 851    | 1040    | 1015   |
| Diferència         |      | +7,31% | +22,20% | −2,40% |

| Godina             | 2023 | 2024   |
| ------------------ | ---- | ------ |
| Nombre de persones | 1013 | 1015   |
| Diferència         |      | +0,19% |